# Репаблік (Огайо)
Репаблік (англ. Republic) — селище (англ. village) в США, в окрузі Сенека штату Огайо. Населення — 556 осіб (2020).

## Географія
Репаблік розташований за координатами 41°7′30″ пн. ш. 83°1′0″ зх. д. / 41.12500° пн. ш. 83.01667° зх. д. (41.125014, -83.016656).  За даними Бюро перепису населення США в 2010 році селище мало площу 2,23 км², уся площа — суходіл.

## Демографія
Згідно з переписом 2010 року, у селищі мешкало 549 осіб у 220 домогосподарствах у складі 151 родини. Густота населення становила 246 осіб/км².  Було 245 помешкань (110/км²).
Расовий склад населення:
| - 98,2 % — білих - 0,5 % — корінних американців - 0,4 % — чорних або афроамериканців - 0,2 % — азіатів |

До двох чи більше рас належало 0,7 %. Частка іспаномовних становила 1,8 % від усіх жителів.
За віковим діапазоном населення розподілялося таким чином: 25,9 % — особи молодші 18 років, 62,8 % — особи у віці 18—64 років, 11,3 % — особи у віці 65 років та старші. Медіана віку мешканця становила 35,5 року. На 100 осіб жіночої статі у селищі припадало 100,4 чоловіків;  на 100 жінок у віці від 18 років та старших — 94,7 чоловіків також старших 18 років.
Середній дохід на одне домашнє господарство  становив 56 337 доларів США (медіана — 43 750), а середній дохід на одну сім'ю — 59 684 долари (медіана — 51 583). За межею бідності перебувало 14,9 % осіб, у тому числі 22,0 % дітей у віці до 18 років та 2,8 % осіб у віці 65 років та старших.
Цивільне працевлаштоване населення становило 263 особи. Основні галузі зайнятості: виробництво — 26,6 %, освіта, охорона здоров'я та соціальна допомога — 22,8 %, транспорт — 14,1 %, роздрібна торгівля — 9,1 %.